# قنبلة غرافيت

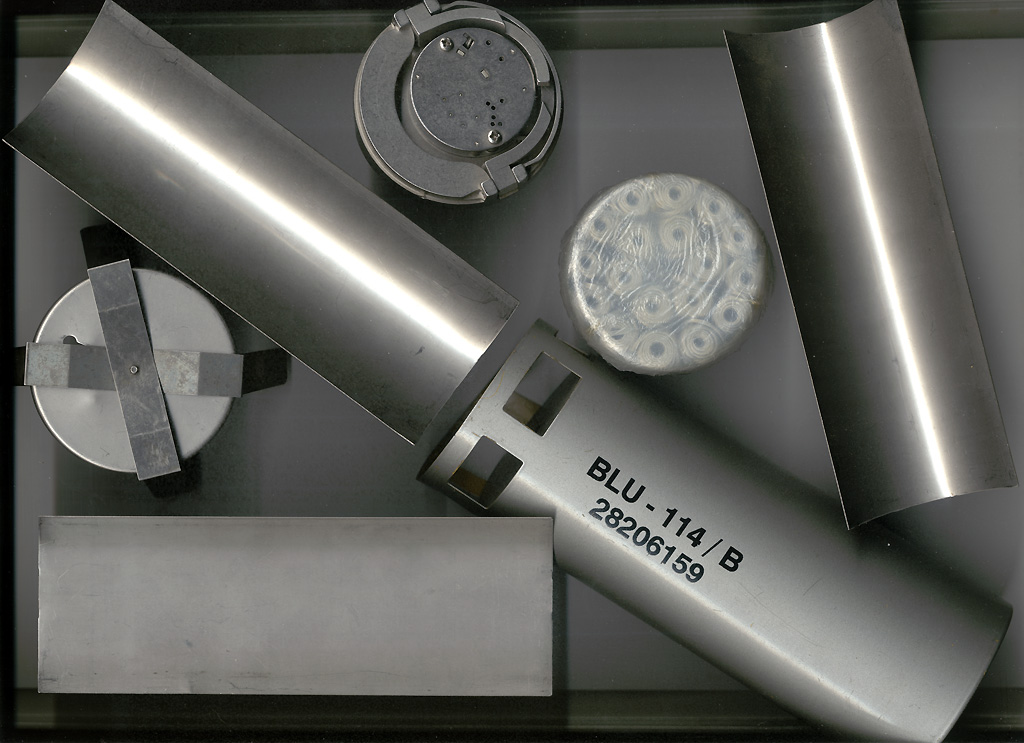
قنبلة غرافيت BLU-114/B.

قنبلة غرافيت (بالإنجليزية: graphite bomb)‏ (تعرف أيضا باسم «قنبلة تعتيم» (Blackout Bomb) أو «قنبلة ناعمة» (Soft Bomb)) هي سلاح غير قاتل، تستخدم لتعطيل أنظمة الطاقة الكهربائية. قنابل الغرافيت تعمل عن طريق نشر سحابة دقيقة جدا من ألياف الكربون المعالج كيميائيا على المكونات الكهربائية، مما يسبب في ماس كهربائي وانقطاع التيار الكهربائي.
استخدمت قنبلة الغرافيت للمرة الأولى ضد العراق في حرب الخليج الثانية (1990–1991)، مما أدى إلى انقطاع 85٪ من التيار الكهربائي. كذلك استخدم حلف شمال الاطلسي قنبلة غرافيت مشابهة من نوع (BLU-114/B "Soft-Bomb") ضد صربيا في مايو 1999، وعطلت 70٪ من شبكة الكهرباء. بعد النجاح الأولي في تعطيل شبكات الطاقة الكهربائية الصربية، تم استعادة التيار الكهربائي في أقل من 24 ساعة. تم استخدام (وBLU-114 / B) مرة أخرى بعد بضعة أيام لمواجهة جهود الصرب لاستعادة الأضرار الناجمة عن الهجوم الأولي. وفي مرحلة لاحقة من عملية (ALLIED FORCE)، استخدمت القوات الجوية للناتو القنابل التقليدية والصواريخ لاستهداف خطوط الكهرباء ومحطات التحويل. قنابل الغرافيت تعمل فقط على خطوط الكهرباء غير المعزولة.

## وصلات خارجية
- "CBU-94 "Blackout Bomb" BLU-114/B "Soft-Bomb"". FAS Military Analysis Network. 7 مايو 1999. مؤرشف من الأصل في 2016-08-25. اطلع عليه بتاريخ 2006-08-15.